# San Pietro (Brunelleschi)
La statua di San Pietro, realizzata molto probabilmente da Donatello con il supporto, teorico, di Brunelleschi, a cui le fonti riconoscono un ruolo nella realizzazione, fa parte del ciclo delle quattordici statue dei protettori delle Arti di Firenze nelle nicchie esterne della chiesa di Orsanmichele. Fu commissionata dall'Arte dei Beccai (i macellai) e venne realizzata, secondo lo storico dell'arte Francesco Caglioti, tra il 1410 e il 1412 circa. È in marmo apuano ed è alta 243 cm. Oggi si trova conservata all'interno del Museo di Orsanmichele, mentre all'esterno è sostituita da una copia.

## Storia e attribuzione
Il San Pietro di Orsanmichele è una delle statue più discusse del complesso, nella mancanza di documentazione che ne comprovi la paternità e la datazione. L'attribuzione tradizionale a Donatello è dovuta a quanto riportato da Giorgio Vasari nelle Vite, dove scrive che l'opera era stata commissionata a Brunelleschi e Donatello, ma che solo il secondo l'aveva eseguita e portata "a perfezione". Nel tempo si è messo in dubbio questa attribuzione ipotizzando molti altri nomi, tra i quali Nanni di Banco, Michelozzo o Bernardo Ciuffagni, magari proponendo una datazione al terzo decennio del Quattrocento.
La critica contemporanea è sempre più convinta nell'attribuire il San Pietro a Brunelleschi per l'altissima qualità dell'opera. Egli, dopo la sconfitta nel concorso per la seconda porta del Battistero fiorentino (1401), era andato a Roma a studiare la statuaria antica: da qui deriverebbe la forte impostazione classica. D'altra parte l'attribuzione al Ciuffagni non si appoggia a nulla di serio; il Ciuffagni è uno scultore gotico e ghibertiano ancora nel 1424-27, quando eseguì il profeta Isaia e nel momento in cui sentì l'impulso del rinnovamento esegue la statua di David, di risultati mediocri, non paragonabili al San Pietro di Orsanmichele. 
Un indizio Brunelleschiano sono le tarsie prospettiche che si ritrovano nel tabernacolo che non è tardogotico ma riprende i tabernacoli della metà del Trecento. Trovare queste tarsie prospettiche mischiate ad elementi arcaici fa pensare ad una fase ancora precoce del Brunelleschi, nel cammino verso il Rinascimento. San Pietro è vestito all'antica, come in una delle statue di antichi romani, facilmente visibili a Roma. I polsi magri e tendinosi fanno pensare alla formella del Sacrificio di Isacco che è però un rilievo ancora gotico. Se poi si confrontano la testa di San Pietro con quelle figure eseguite per l'altare d'argento di San Jacopo a Pistoia, si nota una discreta affinità nella prominenza delle bozze oculari, nelle rughe che solcano la fronte, nei tratti energici del naso.

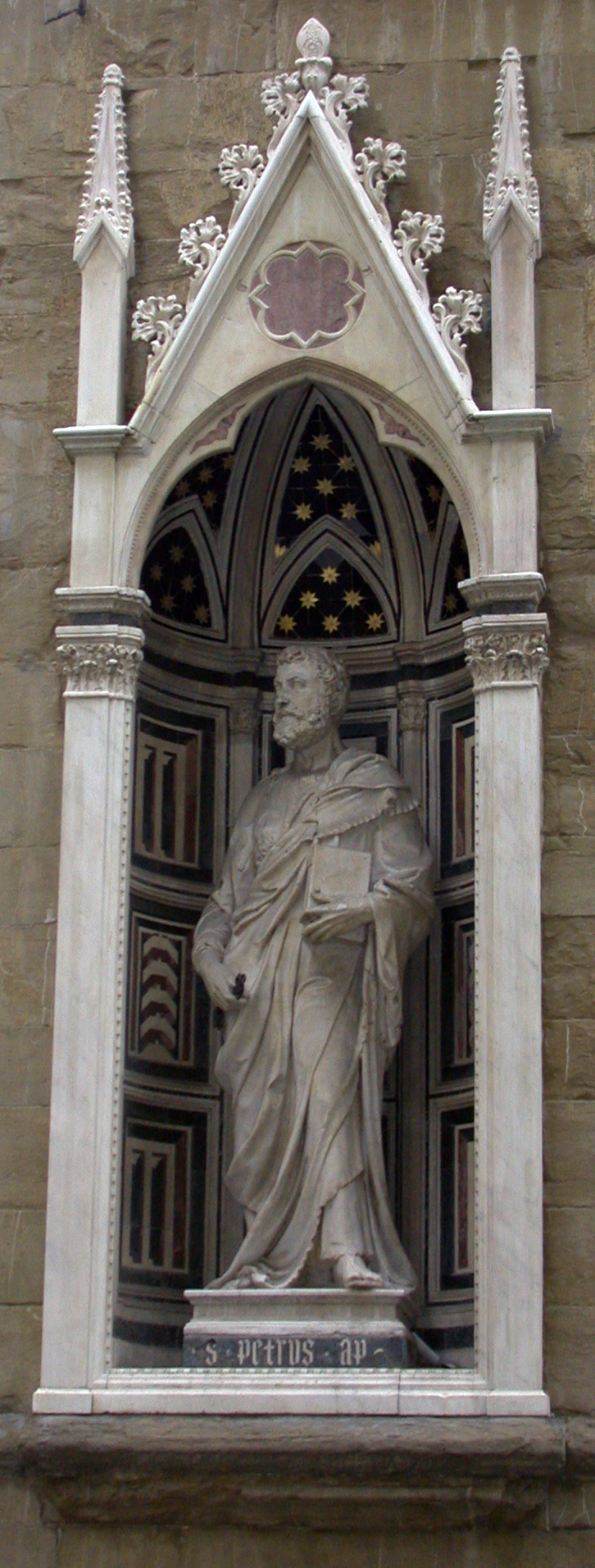
La copia nella nicchia originale

La statua è stata tolta dal tabernacolo nel 1990, per essere restaurata a cura dell'Opificio delle Pietre Dure fino al 1992, con il contributo dell'Accademia della fiorentina e l'Associazione Macellai, in onore alla loro antica Arte.

## Descrizione
San Pietro è ritratto come un filosofo antico, con la testa barbuta e vestito di toga e mantello dall'elegante panneggio. Col braccio sinistro regge un libro, mentre nella mano destra tiene il tipico attributo delle chiavi (in bronzo, ormai non più quelle originali). 
La statua guarda verso sinistra, cioè verso la via principale, via de' Calzaiuoli: per questo è predisposta per essere meglio goduta da una vista da sinistra o frontale, mentre il profilo destro è meno soddisfacente. Per questa ragione si deve considerare che la spalla destra e tutto quel lato era nascosto nella nicchia.
Qui possiamo conoscere l’inizio della ricerca di Donatello nelle statue, che lo porta, intorno al 1410, a tendere verso il superamento di un panneggio gotico, come quelli fatti da ghiberti suo maestro, verso uno più “classico”, come avrà sicuramente suggerito Brunelleschi.Il risultato però è un panneggio che, citando le parole di Bellosi, sembra un pezzo di “camoscio bagnato” gettato di traverso sulla figura.Questi tentativi porteranno poi al san marco, realizzato tra il 1411-1413, in cui il panneggio assume un carattere più naturale.
La statua è stata scolpita in un marmo di particolare qualità, poco poroso, che ne ha garantito uno stato di conservazione tra i migliori della serie di Orsanmichele e impedito l'assorbimento degli oli stesi sui marmi tra la fine del Settecento e l'inizio dell'Ottocento, per farli assomigliare a bronzi ed avere un insieme più armonioso con le altre statue. La statua è l'unica sulla quale non sono state trovate tracce di doratura, per cui si pensa non ne abbia mai avuta sin dall'origine, mentre era corredata da elementi metallici quali, oltre alle chiavi, le borchie del libro.